# Tratado de Giyanti

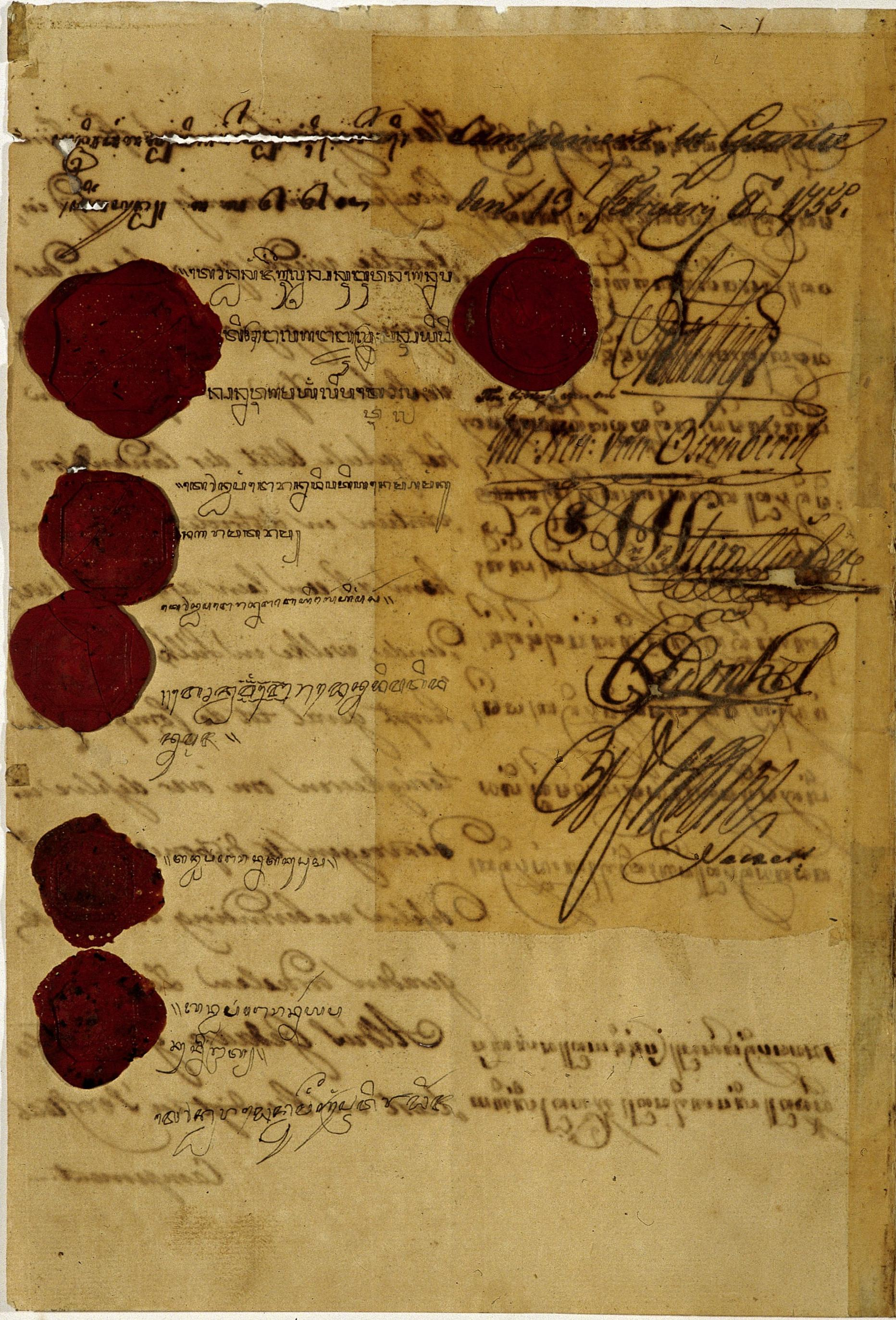
Tratado de Giyanti

O Tratado de Giyanti (também conhecido como Tratado de Gianti Java, o Acordo de Gianti) foi assinado e ratificado em 13 de fevereiro de 1755, entre o príncipe Mangkubumi, a Companhia Holandesa das Índias Orientais e Sunan Pakubuwono III, juntamente com seus aliados.  O acordo dividiu oficialmente o sultanato de Mataram entre Mangkubumi e Pakubuwono. O nome "Giyanti" foi retirado do local da assinatura do acordo, ou seja, na vila de Giyanti (ortografia holandesa) que agora está localizada em Kerten, vila de Jantiharjo, a sudeste de Karanganyar, Java Central.

## Artigos do acordo
Soedarisman Poerwokoesoemo em seu livro, o Ducado de Pakualaman, escreve o seguinte:
1. Artigo 1 - O Príncipe de Mangkubumi foi nomeado Sultão Hamengkubuwana Senapati em Alaga Abdurrahman Sayyidin Panatagama Khalifatullah mais da metade do Sultanato Mataram conferido a ele por herança a seus herdeiros, neste caso, o Duque de Anom Bendoro Raden Mas Sundoro.
2. Artigo 2 - Haverá sempre cooperação entre o povo da Companhia Holandesa das Índias Orientais e o povo do Sultanato.
3. Artigo 3º - Antes de Dalem (Rijks-Bestuurder) e os regentes iniciarem suas funções, eles devem prestar juramento de fidelidade à Companhia Holandesa das Índias Orientais. Dalem é um executivo do dia-a-dia do poder executivo com a aprovação de um residente ou governador.
4. Artigo 4 - O Sultão não levantará ou destituirá o Dalem e o Regente antes de obter a aprovação da Companhia Holandesa das Índias Orientais.
5. Artigo 5 - Sri Sultão perdoará o Regente em favor da Companhia Holandesa das Índias Orientais na guerra.
6. Artigo 6 - O sultão não reivindicará seus direitos sobre a Ilha de Madura e as áreas costeiras que foram entregues por Sri Sunan Pakubuwana II à Companhia Holandesa das Índias Orientais em seu contrato datado de 18 de maio de 1746. Em vez disso, a Companhia Holandesa das Índias Orientais compensará o sultão com 10 000 royalties anualmente.
7. Artigo 7 - O Sultão ajudará Sri Sunan Pakubuwana III sempre que necessário.
8. Artigo 8 - O Sultão promete vender os ingredientes da Companhia Holandesa das Índias Orientais a certos preços.
9. Artigo 9 - O Sultão promete cumprir todos os acordos firmados entre os anteriores governantes de Mataram e a Companhia Holandesa das Índias Orientais, em particular os tratados feitos em 1705, 1733, 1743, 1746 e 1749.
10. Artigo 10 - Rescisão deste Acordo assinado por N. Hartingh, W. van Ossenberch, J.J. Steenmulder, C. Donkel e W. Fockens da Companhia Holandesa das Índias Orientais.